# Samsieczynek
Samsieczynek – wieś w Polsce położona w województwie kujawsko-pomorskim, w powiecie nakielskim, w gminie Mrocza nad Jeziorem Wielkim.
Na przeciwległym brzegu jeziora znajduje się duży rodzinny ogród działkowy "ROD Dąbrówka" z dominującą funkcją wypoczynkową (chociaż działkowicze uprawiają również warzywa i owoce). W latach 80 XX wieku teren ten znajdował się w zarządzie ZNTK Paterek.

## Podział administracyjny
W latach 1975–1998 miejscowość administracyjnie należała do województwa bydgoskiego.

## Historia
Wzmiankowana w 1374r. Nazwa to zdrobnienie od sąsiedniego (większego) Samsieczna. Prawdopodobne znaczenie nazwy to "wspólne wycinanie" ("sam" to "wespół, wspólnie", a "siec" to "ciąć").
| Lata    | Właściciel                                |
| ------- | ----------------------------------------- |
| do 1510 | Łukasz Górka - starosta gen. Wielkopolski |
| po 1510 | Jan i Bartłomiej ze Ślesina               |
| 1578    | Czucharski                                |
| 1674    | Włosinowski z Wyganowska                  |
| 1773    | Dąbrowski                                 |

## Demografia
Według Narodowego Spisu Powszechnego (III 2011 r.) liczyła 213 mieszkańców. Jest jedenastą co do wielkości miejscowością gminy Mrocza.